# Periódicos Asociados Latinoamericanos
Periódicos Asociados Latinoamericanos (PAL) es una asociación de diarios, periódicos y medios de comunicación de América Latina. Fue creada en 2008 en Miami como resultado de la asociación de quince casas editoriales en diez países diferentes: Clarín de Argentina, El Universal, La Verdad y El Informador de Venezuela; El País, El Universal, La Vanguardia y El Colombiano de Colombia; La República de Perú, La Tercera de Chile, El Diario de Hoy de El Salvador, El Diario Hoy de Ecuador, El Diario Libre de República Dominicana, La Prensa de Honduras y La Prensa de Nicaragua.

## Objetivos fundamentales
Sus objetivos son:
- Promover el intercambio técnico y profesional entre sus miembros.
- Promover el intercambio de contenidos entre sus miembros.
- Comercialización internacional de sus productos.

## Miembros asociados a PAL

### Periódicos
- Argentina
  - Clarín
  - La Voz del Interior
  - Diario Los Andes

- Chile
  - La Tercera

- Colombia
  - El País
  - El Espectador
  - El Universal
  - Vanguardia Liberal
  - El Colombiano

- República Dominicana
  - Diario Libre

- Ecuador
  - El Diario Hoy
  - MetroHoy

- El Salvador
  - El Diario de Hoy
  - MAS!

- Honduras
  - La Prensa

- Nicaragua
  - La Prensa

- Perú
  - La República

- Venezuela
  - El Universal
  - La Verdad
  - El Informador

### Revistas
- Argentina
  - Revista Viva
  - Revista Pymes
  - Revista Genios
  - Suplemento The New York Times
  - Suplemento Viajes y Turismo
  - Suplemento Autos
  - Revista Rumbos

- Chile
  - Mujer

- Colombia
  - Revista Paladares
  - Revista Automotores
  - Revista RPM
  - Revista Donde
  - El Colombianito

- Ecuador
  - Suplemento Dinero
  - Revista Newsweek (Español)

- El Salvador
  - Revista Speed

- Venezuela
  - Revista Papa y Vino
  - Suplemento Turismo
  - Estampas
  - Dominiquitas

## Directores
- Andrés Mata O. - Presidente
- Saturnino Herrero M. - Vicepresidente
- Max A. Sichel - Tesorero
- Jaime Mantilla - Secretario

## Gerencia
Vicente Jubes - Gerente General